# 高柳砂丘
高柳砂丘（たかやなぎさきゅう）は、埼玉県久喜市高柳地区に所在する河畔砂丘。中川低地の河畔砂丘群の1つである。

## 概要
高柳砂丘は河畔砂丘（内陸砂丘）に区分される砂丘群である。砂丘はかつての会の川と浅間川が旧利根川（現：葛西用水路［古利根川］）へと合流し、旧利根川が大きく蛇行する地点の、滑走斜面側に発達している。基本的に4列の砂丘で構成され、それぞれ北西方向から南南東にかけてほぼ平行・直線状の平面形態となっている。しかし、高柳砂丘は複雑な形態となっているため、航空写真での判読や現地調査で全貌を把握することは困難である。
Ⅰは一番東に所在し、長さ850m・幅75m・標高12.7m（最高点）であり、東側に位置している低地との比高は約2mである。Ⅱは、長さ650m・幅100m・標高18.7mであり、標高は北側と南側が高くなっていて北側の地点（18.7m）が高柳砂丘の標高最高点である。南側の最高点は標高15.5mである。Ⅲは長さ280m・幅130m・標高17.5mとなっており、13mの等高線で囲われている区域が砂丘列に該当する。Ⅳは長さ330m・幅90m・標高14.5mとなっていて、標高は13mから14mの列となっている。Ⅱの高柳砂丘標高最高点（18.7m）と東側の低地との比高は7.4mとなっている。かつて鷲宮町史編さん室によって最高点で調査が行われた際、近隣の砂丘砂の下で自然堤防またはポイント・バーの堆積物と推定されている場所で墓を発見しており、人骨とあわせ中世の土器片が出土している。また、Ⅲの砂丘列に所在している高柳やすらぎ公園（高柳大香取神社）にはアカマツが生育している。

## 周辺
- 葛西用水路（古利根川）
- 中川
- 十王排水路
- 埼玉県道3号さいたま栗橋線
- 高柳やすらぎ公園
- 高柳グラウンド
- 高柳里原会館
- 高柳大香取神社